# Museo delle arti della stampa
Il Museo delle Arti della Stampa si trova a Jesi. È un museo incentrato sulla stampa e la tipografia, che ha sede nel Palazzo Pianetti vecchio ed è stato istituito per documentare la lunga e importante tradizione tipografica della città di Jesi.

## Storia
Jesi fu una delle prime città ad introdurre in Italia l'arte tipografica: nel 1472, infatti, sorse la prima officina tipografica cittadina. Era gestita da Federico de' Conti, un tipografo veronese trasferitosi nelle Marche con la famiglia tra il 1470 ed il 1471. Nella sua tipografia jesina produsse una delle prime edizioni della Divina Commedia nel 1472, nota come Liber Dantis, di cui oggi nel museo è esposta una riproduzione. Per documentare questa tradizione, prolungatasi fino al XX secolo, fu istituito nel 2000 lo "Studio per le Arti della Stampa". A partire dal 2021, con l'approvazione del nuovo regolamento dei Musei civici di Jesi, il museo ha cambiato la sua denominazione in "Museo delle Arti della Stampa".
Il museo è dotato di un archivio parzialmente consultabile in cui trovano posto manifesti della città di Jesi del XX secolo e numerose caricature ed opere di Duilio Diotallevi, che ha gestito la tipografia che aveva sede nel palazzo nel 1900.

## La sede

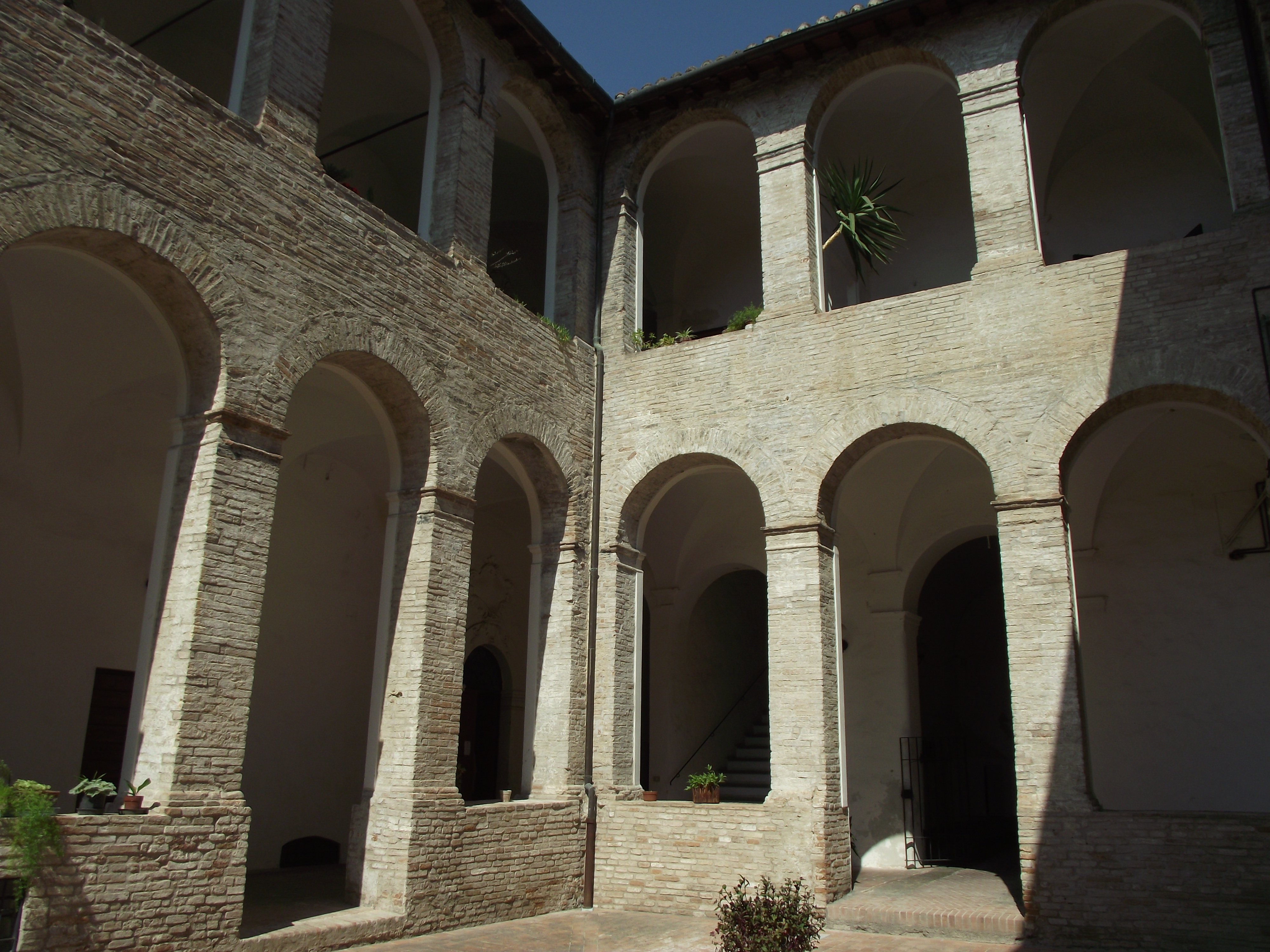
Palazzo Pianetti vecchio, il cortile interno.

Il museo è allestito nel cinquecentesco Palazzo Pianetti vecchio, costruito nel 1570 come monastero delle Clarisse dell’ordine di Santa Chiara, poi, nel corso del XVII secolo, trasformato in residenza della nobile famiglia Pianetti che qui visse fino al 1764. Il museo è ospitato in parte anche nel refettorio dell'ex convento delle clarisse e in parte nella chiesetta di San Bernardo, capolavoro dello stile barocco in città.
Nei primi anni del ‘700 il vescovo illuminato Giuseppe Pianetti, noto intellettuale del tempo, donò in eredità la ricca collezione di volumi a suo nipote Cardolo Maria tramite un testamento. La libreria venne quindi trasferita da Todi (sede del suo episcopato) a Jesi e collocata all’ interno dell’ampio e luminoso salone di palazzo Pianetti che per quasi due secoli custodì libri di grande pregio, catalogati e collocati in scaffalature appositamente realizzate per l'aula, oggi visibili nella sala Planettiana del Palazzo della Signoria. 
Successivamente, per 70 anni, i locali del museo furono sede di una tipografia, la "Tipografica Jesina" di Duilio Diotallevi a cui è dedicata una parte del museo. Dal 2000 la sala ospita torchi e macchine da stampa di varie epoche insieme a libri rari e di pregio che rendono interessante e ricco di spunti il percorso museale.

## Patrimonio librario
I volumi esposti ripercorrono la storia del libro a stampa dagli incunaboli agli esemplari dell'Ottocento, attraverso i loro caratteri estrinseci: frontespizio e marche tipografiche, iniziali ornate e illustrazioni, fregi e caratteri tipografici, rilegature, formato e altre caratteristiche.
Sono esposte alcune edizioni uscite dai torchi di una delle più famose dinastie di stampatori veneziani di tutti i tempi: la famiglia Manuzio. Seguono le prime due edizioni degli statuti della città di Jesi, stampate rispettivamente nelle città marchigiane di Fano e Macerata.
Sono inoltre presenti alcuni esemplari di una rara raccolta di avvisi e gazzette e almanacchi, raccolti e conservati grazie alla passione bibliofila della famiglia Pianetti; due volumi che raccontano la storia della città di Jesi, la prima di Pietro Grizi, stampata nel XVI secolo e la seconda, scritta nei primi anni del XVIII secolo da Tommaso Baldassini ed infine uno splendido esemplare dell'edizione bodoniana dell'Iliade del 1808.
 
È possibile anche trovare un'edizione rarissima del “Monarchia Messiae” del filosofo Tommaso Campanella in cui egli espone la sua concezione di teocrazia ecumenica. Quest'opera venne scritta nell'inverno tra il 1606 e il 1607, durante un periodo travagliato per la lunga e crudele prigionia, e stampata per la prima volta a Jesi.

## Collezione di macchine tipografiche
È possibile ripercorrere l’evoluzione della stampa attraverso le numerose macchine conservate all’interno del museo. Un raro torchio ligneo del Settecento insieme ad un torchio in ghisa dei primi del Novecento introducono all'invenzione della stampa così come l'aveva ideata e realizzata Johannes Gutenberg intorno alla metà del XV secolo: la stampa piana.
La macchina piano-cilindrica progettata dai due tedeschi König e Bauer alla fine del XVIII secolo segna l'inizio dell'era moderna; figlia della rivoluzione industriale è la prima macchina da stampa dotata di motore a vapore, che permette maggiore velocità di produzione. Sono presenti anche altre macchine da stampa, presse a platina veloci, maneggevoli e salvaspazio, una pedalina per biglietti da visita, delle cucitrici e infine alcuni torchi per la stampa d’arte calcografica e litografica. Le casse tipografiche presenti all'interno del museo contengono i caratteri mobili originali, insieme ad altri strumenti, come il compositoio e il vantaggio.

## Legame con il territorio
Una delle peculiarità del museo è lo stretto legame con il territorio in quanto il materiale esposto è tutto di provenienza locale, infatti i torchi, i macchinari e gli strumenti tipografici provengono per lo più da tipografie jesine. Alcuni torchi tipografici e per la stampa d'arte, con la relativa strumentazione, sono funzionanti e vengono messi a disposizione sia delle scuole, per le quali sono proposti laboratori didattici, sia di coloro che sono interessati a conoscere o approfondire le tecniche legate alla tipografia tradizionale o alla stampa d'arte: la calcografia, la litografia e la xilografia.